# Pieter Fris

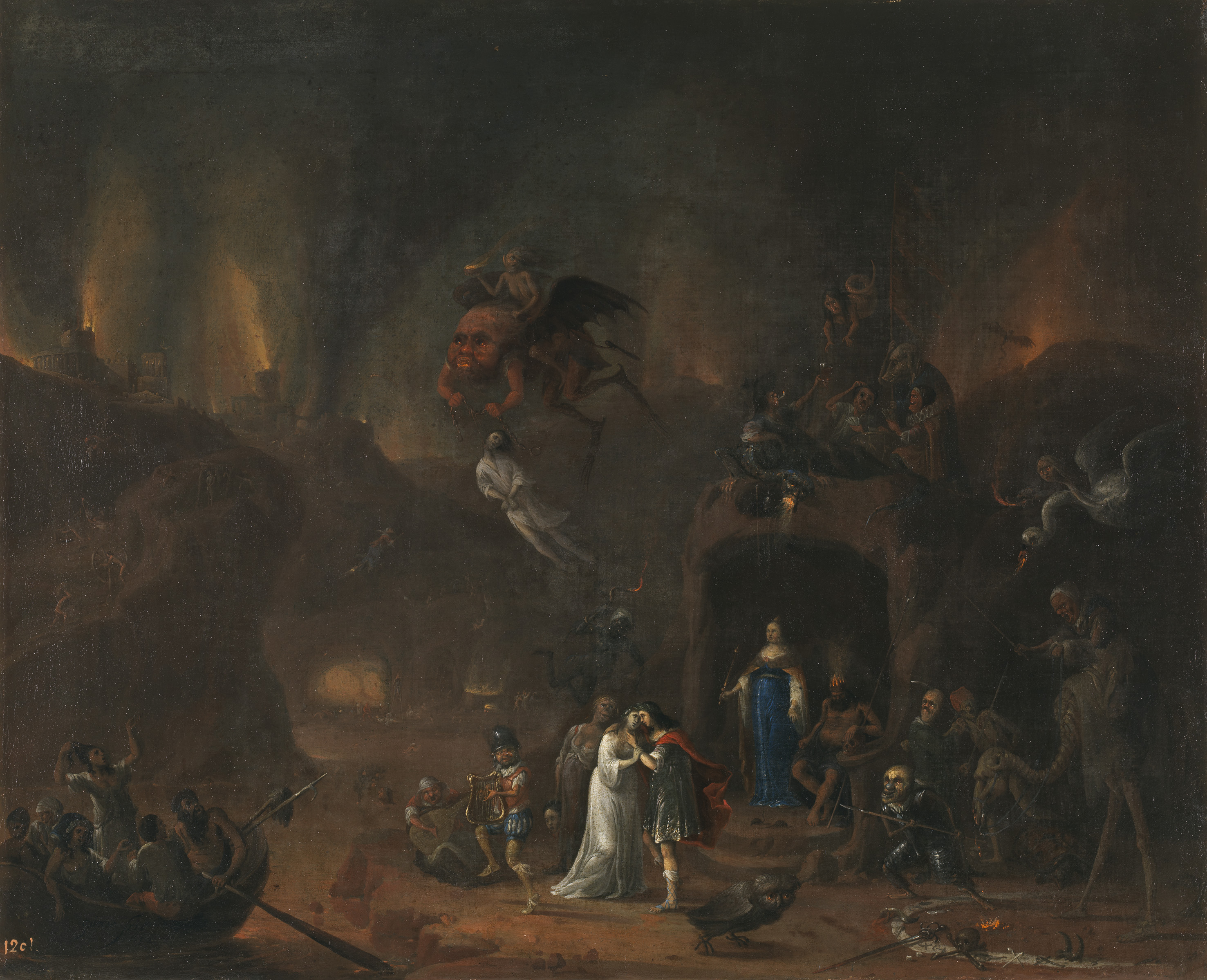
Orfeo y Eurídice en los infiernos, óleo sobre lienzo, 61 x 77 cm, Madrid, Museo del Prado.

Pieter Fris o Fritz, apodado Welgemoed (Ámsterdam, ca. 1627-Delft, 1706) fue un pintor barroco neerlandés.  

## Biografía
Pintor de biografía confusa y un número muy reducido de obras conocidas, con diecisiete años, según Arnold Houbraken, fue admitido en Roma en la cofradía de los Bentvueghels, donde recibió el alias de Welgemoed por el valor demostrado en la ceremonia de iniciación.
La fecha de su estancia en Roma parece ser 1645 lo que permite fijar el año de su nacimiento en torno a 1627-1628. En 1647 se le menciona en Dordrecht. Más adelante parece alternar el domicilio entre Ámsterdam, Weesp y Haarlem, donde entre 1660 y 1668 aparece inscrito en el gremio de San Lucas, hasta establecerse en Delft hacia 1683, año de su ingreso en el gremio de San Lucas local, siendo enterrado allí el 23 de diciembre de 1706.
Aunque según las fuentes fue pintor de temas de la historia sagrada y mitológicos y de escenas de género e incluso de bodegones y paisajes italianos, se conocen tan solo dos obras fechadas y firmadas: un Noli me tangere, con la Magdalena arrodillada a los pies de Cristo, firmado P. fris 1653, en colección particular inglesa, y Orfeo y Eurídice en los infiernos, 1652, propiedad del Museo del Prado donde ingresó procedente de la colección real, óleo que se inscribe en la tradición de los motivos fantásticos y grotescos creados por El Bosco.